# Circuito de Croft
O Circuito de Croft é um autódromo localizado em North Yorkshire, Inglaterra, no Reino Unido, o local começou a receber corridas na década de 1920, durante a Segunda Guerra Mundial foi usado como base aérea para a Real Força Aérea, após a guerra foi utilizado como aeroporto civil, voltou a receber corridas em 1964.